# Beniamino De Francesco
Beniamino De Francesco (Barletta, 1815 circa – Dinard, 20 luglio 1869) è stato un pittore italiano inquadrabile nella scuola di Posillipo.

## Biografia
In giovane età, si trasferì a Napoli, dove frequentò l'Istituto di belle arti a partire dal 1832. Qui vinse per cinque volte consecutive il primo premio nella disciplina del paesaggio e prese parte alle Esposizioni di belle arti del 1833, 1835 e 1837, come allievo dell'Istituto, organizzate al Museo Borbonico.
Dopo aver frequentato la scuola di paesaggio dell'olandese Anton Sminck van Pitloo, proseguì la sua permanenza a Napoli fino alla fine degli anni trenta del secolo, per poi trasferirsi a Firenze (1838-1839). Nel 1843, si trasferì a Parigi, per poi stabilirsi definitivamente in Bretagna.
Nei vent'anni di soggiorno bretone, partecipò a vari salons ed Esposizioni, fra cui l'Esposizione Universale di Parigi del 1855, la prima Esposizione d'Italia del 1861 e varie altre esposizioni al Museo Borbonico di Napoli.